# 普法芬格倫德巴赫河

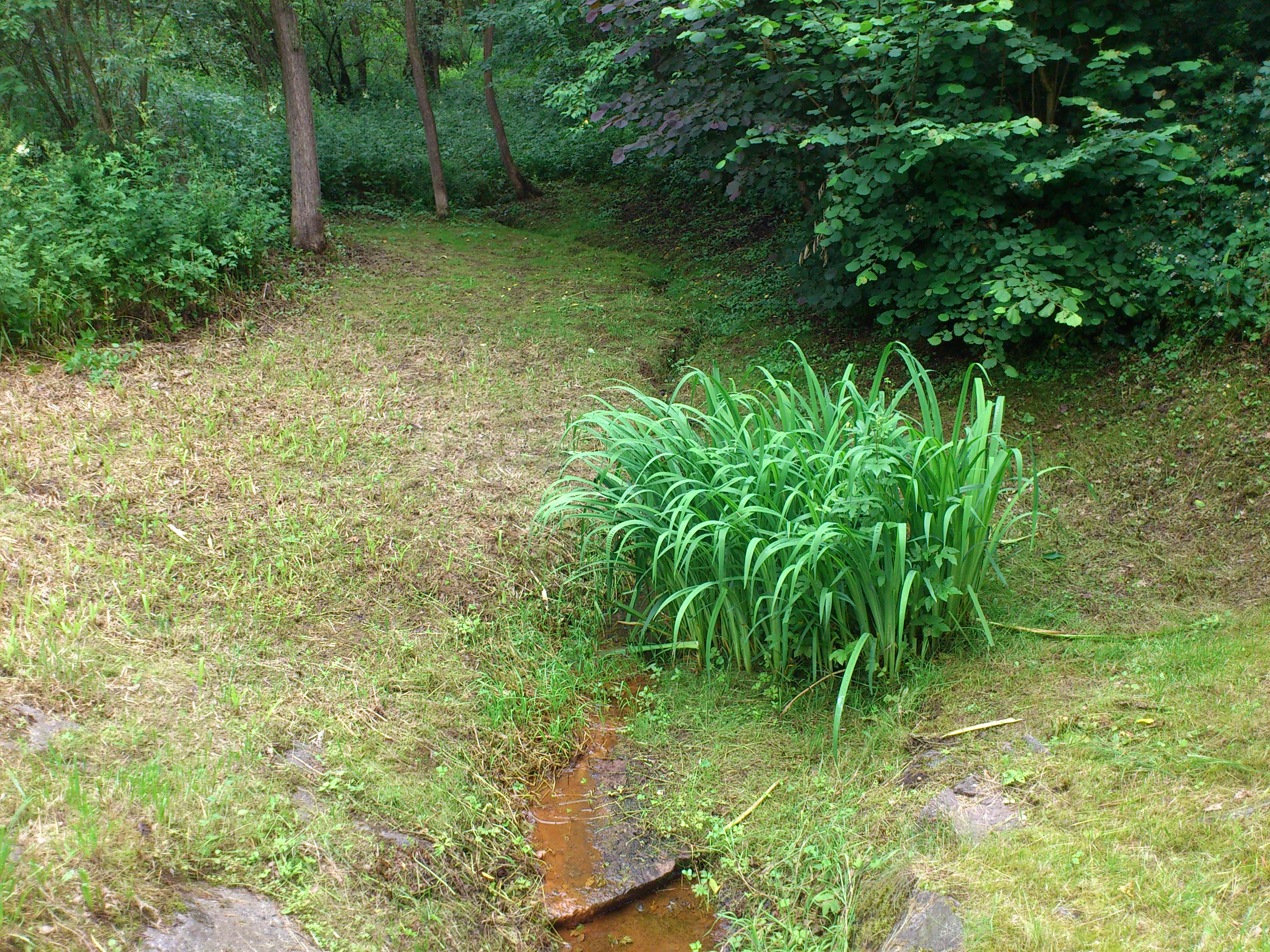

49°56′43.48″N 9°12′28.95″E / 49.9454111°N 9.2080417°E
普法芬格倫德巴赫河（德語：Pfaffengrundbach），是德國的河流，位於該國東南部，由巴伐利亞負責管轄，屬於亨斯巴赫河的右支流，河道全長0.8公里，流域面積0.5平方公里。